# 山名宗全
山名宗全（1404年7月6日—1473年4月15日、應永11年5月29日－文明5年3月18日）是室町時代守護大名。室町幕府四職之一山名家出身。山名時熙三男。原名山名持豐，宗全是出家後的名字，通稱小次郎。

## 經歷
1437年鎮壓山名持熙繼承家督。1450年，出家，家督由山名教豐繼承。1465年宗全組織了西軍與親近室町幕府的細川勝元對立。1467年5月開始進攻播磨，雙方正底爆發衝突，史称“应仁之乱”。但是由於細川軍優勢較大，最後赤松政則擊退山名軍。1472年進行交涉，曾一度嘗試自殺。1473年病逝，享年69歲。詳細死因不明，可能是之前自殺未遂的刀傷。

## 參看
- 山名氏
- 應仁之亂